# Placosoma cipoense
Placosoma cipoense là một loài thằn lằn trong họ Gymnophthalmidae. Loài này được Cunha mô tả khoa học đầu tiên năm 1966.